# 東亞孔雀蘚
東亞孔雀蘚（学名：Hypopterygium japonicum）为孔雀蘚科孔雀蘚屬下的一个种。其种加词“japonicum”意为“日本的”。